# Tōgō Shigenori

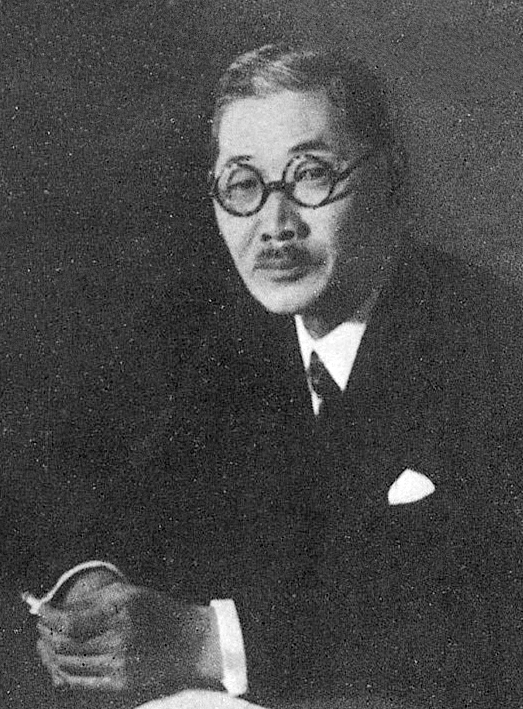
Tōgō Shigenori

Tōgō Shigenori (japanisch 東郷 茂徳; * 10. Dezember 1882 in Hioki, Japanisches Kaiserreich; † 23. Juli 1950 in Tokio) war ein japanischer Politiker, der unmittelbar vor und während des Pazifikkriegs verschiedene Ministerposten bekleidete.

## Leben
Tōgō wurde 1882 in einem Ort geboren, der heute zur Stadt Hioki in der Präfektur Kagoshima gehört. Nachdem er 1904 an der Fakultät für Literaturwissenschaften der Universität Tokio seinen Abschluss gemacht hatte, schrieb er sich an der Meiji-Universität ein und studierte dort Germanistik. 1912 trat er in den Dienst des Außenministeriums ein. 
Nachdem Japan den Friedensvertrag von Versailles ratifiziert hatte, wurde Tōgō 1920 in die Weimarer Republik geschickt, um beim Wiederaufbau der Deutsch-Japanischen Beziehungen zu helfen. Während seines Aufenthalts in Deutschland lernte er eine deutsche Frau kennen, die er später heiratete. 1937 war er kurzzeitig japanischer Botschafter in Deutschland, bevor er im Folgejahr bis 1940 als Botschafter in die Sowjetunion gesandt wurde.
Schon im Vorfeld des Pazifikkriegs gehörte Tōgō zu den prominentesten Verfechtern der Meinung, dass Japan in einem Krieg mit den USA nicht würde bestehen können, und propagierte daher eine versöhnlichere Politik gegenüber den westlichen Großmächten. Nachdem er am 18. Oktober 1941 Außenminister geworden war, trat Tōgō noch stärker für diese Politik ein und verkündete am 21. Januar 1942, dass die japanischen Truppen sich an die Genfer Konventionen halten sollten, auch wenn Japan diese nicht ratifiziert hatte. Am 1. September 1942 trat er von seinem Amt als Außenminister zurück, da er die geplante Einrichtung eines Ministeriums für die besetzten Gebiete, welches schlussendlich im November desselben Jahres entstand, nicht unterstützen wollte. Für die nächsten zweieinhalb Jahre bekleidete er keinen Regierungsposten mehr, bevor er im April 1945 erneut als Außenminister in das Kabinett von Suzuki Kantarō berufen wurde. In diesem Kabinett war er einer der Hauptverfechter der Meinung, dass Japan die Potsdamer Erklärung annehmen solle, da sie die besten in der aktuellen Lage noch denkbaren Friedensbedingungen darstellen würde. Trotzdem hoffte er bis zur Kapitulation Japans darauf, dass die Sowjetunion einen günstigeren Frieden mit den Alliierten verhandeln würde. Tōgō setzte nach der Verkündung der Erklärung durch, dass zunächst keine offizielle Antwort erfolgen und eine zensierte Version der japanischen Zivilbevölkerung zugänglich gemacht werden sollte. Hiermit wollte er Zeit gewinnen, in der er auf ein Signal aus Moskau hoffte, welches jedoch nicht kam. Die Alliierten interpretierten das Schweigen der japanischen Regierung als Ablehnung der Erklärung und setzten ihre kurzfristig reduzierte Bombardierung Japans wieder mit voller Intensität fort.
Tōgō gehörte zu den wenigen Ministern, die den Sommer 1945 über öfters zu einer Kapitulation Japans rieten, welche nach den Atombombenabwürfen auf Hiroshima und Nagasaki schließlich stattfand.
Nach Kriegsende weigerte er sich, die Verantwortung für das Versagen der Politik auf andere zu schieben und unterzeichnete ein Dokument, in dem er sich für die Erklärung des Krieges gegenüber den Alliierten für verantwortlich erklärte. Hierfür wurde er in den Tokioter Prozessen angeklagt und zu 20 Jahren Gefängnis verurteilt. Während seiner Haft starb er am 23. Juli 1950 an einer Cholezystitis.
Posthum wurden seine Memoiren unter dem Titel The Cause of Japan veröffentlicht, welche von seinem ehemaligen Verteidiger in den Tokioter Prozessen, Ben Bruce Blakeney, ediert worden waren.

## Familie
Tōgō war ein Japaner koreanischer Abstammung. Sein Urahn, Park Pyeon-ui (박평의 etwa 1558–1623), war ein Töpfer, welcher während des Imjin-Krieges nach Japan verschleppt wurde. Er war der Schöpfer der Satsuma-Keramik, welche später als typisch für Japan galt. Shigenoris Vater änderte den Familiennamen Park in Tōgō um, als Shigenori fünf Jahre alt war.